# Лусон (островная группа)
Лусо́н (таг. Luzon) — одна из трёх островных групп, составляющих Филиппинский архипелаг, занимает его северную часть.

## География
Основными островами архипелага Лусон являются:
- Лусон — 109 965 км²
- Палаван (включение в Лусонскую группу оспаривается) — 12 189 км²
- Миндоро — 10 572 км²
- Полилло — 628,9 км²
- Архипелаг Бабуян — 620 км²

Принадлежность острова Палаван остаётся спорной, его могут включать как в состав Висайских островов, так и в состав Лусона.

## Население
По переписи 2010 года на островах проживает 52 363 492 человека.

## Административное деление

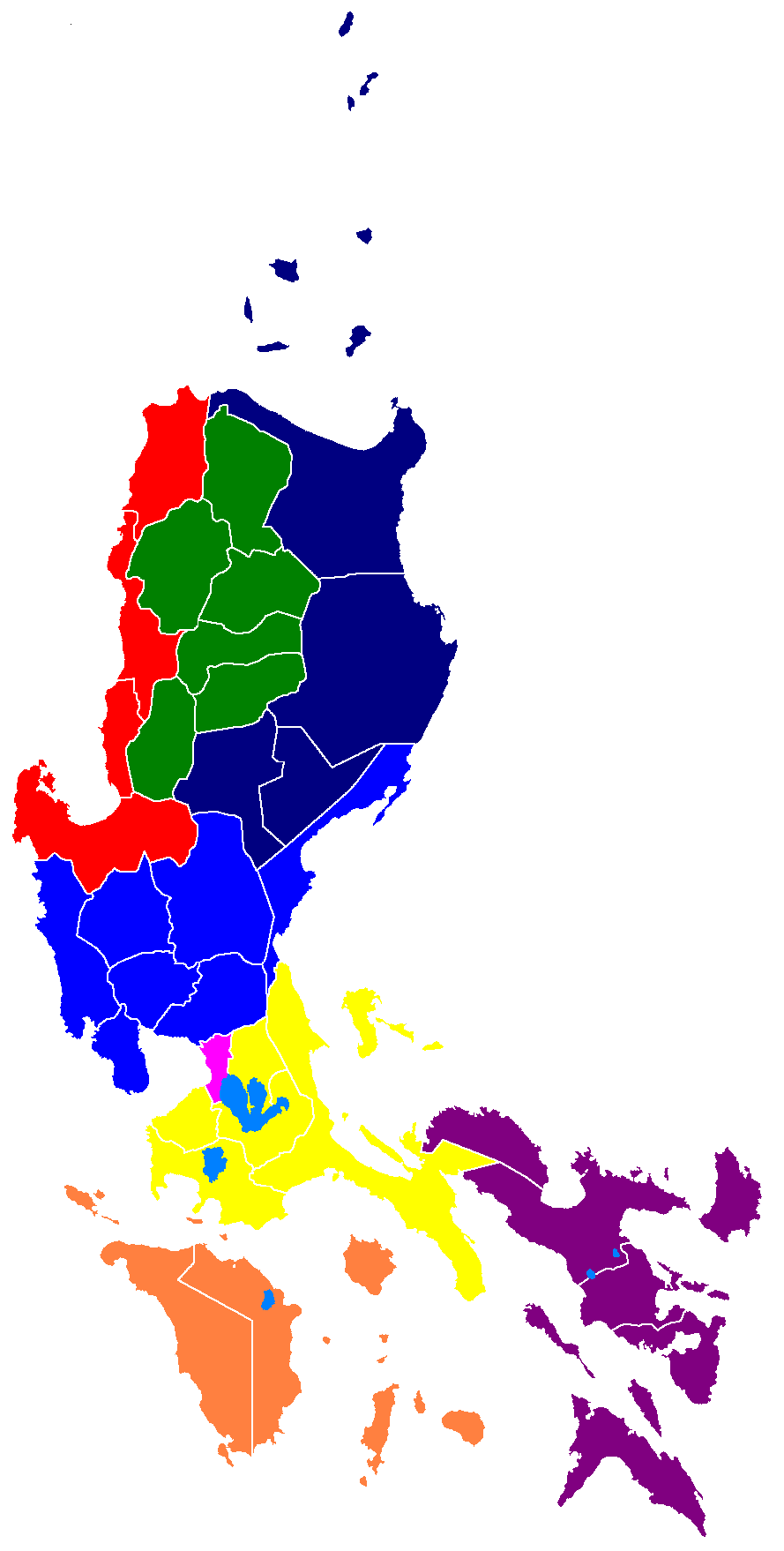
Административная карта архипелага Лусон.
Бикольский Регион (Регион V)
Долина Кагаян (Регион II)
Калабарсон (Регион IV-A)
Центральный Лусон (Регион III)
Кордильерский административный регион (CAR/КАР)
Регион Илокос (Регион I)
Столичный регион
МИМАРОПА (Регион IV-B)

Острова Лусон подраздёлены на 8 регионов, каждый из которых в свою очередь состоит из нескольких провинций:
- Столичный регион
  - Столичный регион
- Кордильерский административный регион (CAR/КАР)
  - Абра
  - Апаяо
  - Бенгет
  - Горная провинция
  - Ифугао
  - Калинга
- Регион Илокос (Регион I)
  - Ла-Унион
  - Пангасинан
  - Северный Илокос
  - Южный Илокос
- Долина Кагаян (Регион II)
  - Батанес
  - Исабела
  - Кагаян
  - Кирино
  - Нуэва-Виская
- Центральный Лусон (Регион III)
  - Аурора
  - Батаан
  - Булакан
  - Нуева-Эсиха
  - Пампанга
  - Самбалес
  - Тарлак
- Калабарсон (Регион IV-A)
  - Батангас
  - Кавите
  - Кесон
  - Лагуна
  - Рисаль
- МИМАРОПА (Регион IV-B)
  - Восточный Миндоро
  - Западный Миндоро
  - Мариндуке
  - Палаван
  - Ромблон
- Бикольский Регион (Регион V)
  - Албай
  - Катандуанес
  - Масбате
  - Северный Камаринес
  - Сорсогон
  - Южный Камаринес